# 才玛尔错
才玛尔错位于中国西藏自治区阿里地区改则县境内，地处改则县中部，湖面海拔4580米，面积380平方公里。湖区气候寒冷干燥，年均气温-6～-4℃，年均降水量100～150毫米。湖水主要依靠冰雪融水和泉水补给，集水区面积2720平方公里，补给系数71.6。